# Aulacomnium
Aulacomnium là một chi rêu trong họ Aulacomniaceae.